# 聖路易德舒阿羅區

聖路易德舒阿羅區（西班牙語：Distrito de San Luis）是秘魯的一個區，位於該國中部胡寧大區的錢查馬約省，始建於1977年9月24日，面積177.41平方公里，海拔高度721米，2005年人口7,193，人口密度每平方公里41人。